# Темний плащ
«Темний плащ» (англ. Darkwing Duck) — анімаційний телесеріал Disney, що вперше транслювався у 1991—1992 роках.

## Сюжет
У центрі сюжету серіалу — пригоди антропоморфного качура — супергероя на прізвисько «Темний плащ» у місті Сент-Перо, якому допомагають друзі та прийомна дочка Гусинка.
За сюжетом, наявні серії можна поділити на дві основні категорії. В одних серіях Темний плащ має пряме завдання знайти та знешкодити лиходія, в інших відбувається (за найрізноманітніших причин) трансформація когось із головних героїв (Темний плащ раптом стає старим, Гусинка перетворюється на слимака тощо) і під час пошуків лиходія Темний плащ та його друзі мають знайти спосіб повернути постраждалому його первісний вигляд.
Події серіалу відбуваються в тому ж світі, що і мультсеріал «Качині історії». Окрім Форсажа МакКряка, який є помічником головного героя, в епізодах з'являються й інші персонажі «Качиних історій». Деякі серії містять елементи з інших серіалів. Наприклад, згадуються: Гуфі, Балу, Чіп і Дейл.

## Персонажі

### Протагоністи
- Темний плащ/Крижень Шилохвіст — головний герой мультсеріалу. Веде подвійне життя. Борець зі злом у місті Сент-Перо. Серед близьких друзів у нього Форсаж МакКряк. Серед рідних у нього є прийомна дочка Гусинка.

Перша поява: «Darkly Dawns the Duck: Part 1»
- Форсаж МакКряк — напарник Темного плаща. Творець літака «Громокряк». Механік і пілот. Найкращий друг Крижня. Також веде подвійне життя, але на відміну від Темного плаща не використовує маскування і не приховує що є напарником супергероя.

Перша поява: «Darkly Dawns the Duck: Part 1»
- Гусинка Лапатонога-Шилохвіст — сирота, прийомна дочка Темного плаща. Любить пригоди, хокей і розваги. Постійно вв'язується у пригоди Темного плаща, навіть коли батько не дозволяє. Із друзів є сусідський хлопчик Гонкер.

Перша поява: «Darkly Dawns the Duck: Part 1»

### Другорядні персонажі
- Гонкер Шнобель — Син сусідів Крижня. Неймовірно розумний як на свій вік. Найкращий друг Гусинки. Із рідних є батьки Герберт і Бінкі, а також старший брат Танк.

Перша поява: «Getting Antsy»
- Герберт і Бінкі Шнобелі — Сусіди Крижня, батьки Гонкера. Герберт — комівояжер, любить потеревенити, страждає від зайвої ваги. Бінкі — домогосподарка, ставиться до всього наївно. Так само, як і чоловік любить потеревенити.

Перша поява: «Night on the Living Spud»
- Танк Шнобель&bnsp;— Син сусідів Крижня. Агресивний, любить бійки. Цькує Гонкера.

Перша поява: «Night on the Living Spud»
- Фентон Тріщун/Робокачур — З'являється тільки у костюмі, проте характер незмінний із «Качиних історій»

Перша поява: «Tiff of the Titans»
- Моргана Урагана  — Відьма, красуня, дівчина Темного плаща. Була лиходійкою, але, зустрівши Темного плаща, змінилась на краще.

Перша поява: «Fungus Amongus»
- Селех Шелех  — Голова організації Ш.П.И.К. Старий, проте адекватний і компетентний.

Перша поява: «Dirty Money»
- Володимир Годенов Гризліков — найкращий агент організації Ш.П.И.К. Російський ведмідь. Страшенно суворо ставиться до правил і статутів, недолюблює Темного плаща.

Перша поява: «Dirty Money»
- Кометамбал — Супергерой із планети Мерц. Має дуже високі сили, але дуже тупий.

Перша поява: «Smarter Than a Speeding Bullet».

## Серії

### Сезон 1 (1991—1992)
| Номер | Оригінальна назва                     | Переклад від студії «Le Doyen»     | Оригінальна дата показу | Прем'єра в Україні |
| 1     | «Darkly Dawns the Duck: Part 1»       | «Початок: частина перша»           | 6 вересня 1991          | 23 листопада 2020  |
| 2     | «Darkly Dawns the Duck: Part 2»       | «Початок: частина друга»           | 6 вересня 1991          | 24 листопада 2020  |
| 3     | «Beauty and the Beet»                 | «Красуня і будяк»                  | 9 вересня 1991          | 29 жовтня 2020     |
| 4     | «Getting Antsy»                       | «Мурашки по шкірі»                 | 10 вересня 1991         | 19 жовтня 2020     |
| 5     | «Night of the Living Spud»            | «Картопляний вампір»               | 11 вересня 1991         | 13 листопада 2020  |
| 6     | «Apes of Wrath»                       | «Горили гніваються»                | 12 вересня 1991         | 28 жовтня 2020     |
| 7     | «Dirty Money»                         | «Брудні гроші»                     | 13 вересня 1991         | 23 жовтня 2020     |
| 8     | «Duck Blind»                          | «Осліплий герой»                   | 16 вересня 1991         | 29 жовтня 2020     |
| 9     | «Comic Book Capers»                   | «Витівки коміксу»                  | 17 вересня 1991         | 11 листопада 2020  |
| 10    | «Water Way to Go»                     | «Піщана флотилія»                  | 18 вересня 1991         | 19 жовтня 2020     |
| 11    | «Paraducks»                           | «Паракачки часу»                   | 19 вересня 1991         | 10 листопада 2020  |
| 12    | «Easy Come, Easy Grows»               | «Легкі гроші, великій клопіт»      | 20 вересня 1991         | 3 листопада 2020   |
| 13    | «A Revolution in Home Appliances»     | «Повстання побутових машин»        | 23 вересня 1991         | 20 листопада 2020  |
| 14    | «Trading Faces»                       | «Чуже обличчя»                     | 24 вересня 1991         | 31 жовтня 2020     |
| 15    | «Hush, Hush Sweet Charlatan»          | «Світло, камера, мотор!»           | 25 вересня 1991         | 28 жовтня 2020     |
| 16    | «Can't Bayou Love»                    | «Болотяні пристрасті»              | 26 вересня 1991         | 22 жовтня 2020     |
| 17    | «Bearskin Thug»                       | «Ведмежі обійми»                   | 27 вересня 1991         | 6 листопада 2020   |
| 18    | «You Sweat Your Life»                 | «У здоровому тілі здоровий дух»    | 30 вересня 1991         | 25 жовтня 2020     |
| 19    | «Days of Blunder»                     | «Чорна смуга»                      | 1 жовтня 1991           | 17 листопада 2020  |
| 20    | «Just Us Justice Ducks - Part 1»      | «Качки правосуддя: частина перша»  | 2 жовтня 1991           | 19 листопада 2020  |
| 21    | «Just Us Justice Ducks - Part 2»      | «Качки правосуддя: частина друга»  | 3 жовтня 1991           | 19 листопада 2020  |
| 22    | «Double Darkwings»                    | «Двійник»                          | 4 жовтня 1991           | 30 жовтня 2020     |
| 23    | «Aduckyphobia»                        | «Качкофобія»                       | 7 жовтня 1991           | 2 листопада 2020   |
| 24    | «When Aliens Collide»                 | «Не всі прибульці однакові»        | 8 жовтня 1991           | 25 листопада 2020  |
| 25    | «Jurassic Jumble»                     | «Гармидер юрського періоду»        | 10 жовтня 1991          | 9 листопада 2020   |
| 26    | «Cleanliness is Next to Badliness»    | «Чистісінька халапа»               | 15 жовтня 1991          | 13 листопада 2020  |
| 27    | «Smarter Than a Speeding Bullet»      | «Танець чемпіона»                  | 17 жовтня 1991          | 18 листопада 2020  |
| 28    | «All's Fahrenheit in Love and War»    | «Температура у коханні і на війні» | 21 жовтня 1991          | 5 листопада 2020   |
| 29    | «Whiffle While You Work»              | «Стрілець-молодець»                | 23 жовтня 1991          | 3 листопада 2020   |
| 30    | «Ghoul of My Dreams»                  | «Пригоди в країні снів»            | 31 жовтня 1991          | 16 листопада 2020  |
| 31    | «Adopt-a-Con»                         | «Злопритулок»                      | 7 листопада 1991        | 18 листопада 2020  |
| 32    | «Toys Czar Us»                        | «Іграшковий цар»                   | 11 листопада 1991       | 17 листопада 2020  |
| 33    | «The Secret Origins of Darkwing Duck» | «Темне минуле Темного плаща»       | 13 листопада 1991       | 25 листопада 2020  |
| 34    | «Up, Up and Awry»                     | «Вище неба»                        | 14 листопада 1991       | 16 листопада 2020  |
| 35    | «Life, the Negaverse, and Everything» | «Анти-всесвіт»                     | 18 листопада 1991       | 20 листопада 2020  |
| 36    | «Dry Hard»                            | «Тверда вода»                      | 20 листопада 1991       | 4 листопада 2020   |
| 37    | «Heavy Mental»                        | «З клепкою в голові»               | 21 листопада 1991       | 30 жовтня 2020     |
| 38    | «Disguise the Limit»                  | «І рідна мати не впізнає»          | 26 листопада 1991       | 27 листопада 2020  |
| 39    | «Planet of the Capes»                 | «Планета Супергероїв»              | 27 листопада 1991       | 30 листопада 2020  |
| 40    | «Darkwing Doubloon»                   | «Темний дублон»                    | 16 грудня 1991          | 23 листопада 2020  |
| 41    | «It's a Wonderful Leaf»               | «Різдвяна буча»                    | 23 грудня 1991          | 1 грудня 2020      |
| 42    | «Twitching Channels»                  | «Всесвітня слава»                  | 5 лютого 1992           | 2 грудня 2020      |
| 43    | «Dances with Bigfoot»                 | «Танці з єті»                      | 6 лютого 1992           | 6 жовтня 2020      |
| 44    | «Twin Beaks»                          | «Два дзьоби»                       | 10 лютого 1992          | 7 жовтня 2020      |
| 45    | «The Incredible Bulk»                 | «Хоч сила є, та розум треба»       | 12 лютого 1992          | 1 грудня 2020      |
| 46    | «My Valentine Ghoul»                  | «Любов зла»                        | 14 лютого 1992          | 8 жовтня 2020      |
| 47    | «Dead Duck»                           | «З того світу»                     | 17 лютого 1992          | 26 листопада 2020  |
| 48    | «A Duck By Any Other Name»            | «Моє друге ім'я»                   | 18 лютого 1992          | 19 жовтня 2020     |
| 49    | «Let’s Get Respectable»               | «Респектабельність»                | 20 лютого 1992          | 30 листопада 2020  |
| 50    | «In Like Blunt»                       | «Блант, Дерек Блант»               | 24 лютого 1992          | 10 жовтня 2020     |
| 51    | «Quack of Ages»                       | «Подорож у минуле»                 | 26 лютого 1992          | 27 листопада 2020  |
| 52    | «Time and Punishment»                 | «Час розплати»                     | 27 лютого 1992          | 31 жовтня 2020     |
| 53    | «Stressed to Kill»                    | «Стресотерапія»                    | 3 березня 1992          | 27 жовтня 2020     |
| 54    | «The Darkwing Squad»                  | «Загін у плащах»                   | Квітень 1992            | 30 жовтня 2020     |
| 55    | «Inside Binkie's Brain»               | «Мій маленький лицар»              | Квітень 1992            | 2 листопада 2020   |
| 56    | «The Haunting of Mr. Banana Brain»    | «Бананомозок і його одержимість»   | 29 квітня 1992          | 4 листопада 2020   |
| 57    | «Slime OK, You're OK»                 | «Слизу багато не буває»            | Травень 1992            | 5 листопада 2020   |
| 58    | «Whirled History»                     | «Круговерть історії»               | Травень 1992            | 10 листопада 2020  |
| 59    | «U.F.Foe»                             | «Інопланетний ворог»               | Травень 1992            | 9 листопада 2020   |
| 60    | «A Star is Scorned»                   | «Роль другого плану»               | Травень 1992            | 24 листопада 2020  |
| 61    | «The Quiverwing Quack»                | «Крилата стріла»                   | 16 травня 1992          | 11 листопада 2020  |
| 62    | «Jail Bird»                           | «В'язень»                          | 17 травня 1992          | 12 листопада 2020  |
| 63    | «Dirtysomething»                      | «Операція „Геть-чисто“»            | 18 травня 1992          | 26 листопада 2020  |
| 64    | «Kung Fooled»                         | «Заборонені прийоми»               | 19 травня 1992          | 6 листопада 2020   |
| 65    | «Bad Luck Duck»                       | «Як пороблено»                     | 20 травня 1992          | 12 листопада 2020  |

### Сезон 2 (1991)
| Номер   | Оригінальна назва            | Переклад від студії «Le Doyen» | Оригінальна дата показу | Прем'єра в Україні |
| 66 (1)  | «That Sinking Feeling»       | «Геній підземелля»             | 14 вересня 1991         | 2 грудня 2020      |
| 67 (2)  | «Film Flam»                  | «Як у кіно»                    | 21 вересня 1991         | грудень 2020       |
| 68 (3)  | «Negaduck»                   | «Антиплащ»                     | 28 вересня 1991         | грудень 2020       |
| 69 (4)  | «Fungus Amongus»             | «Піца з грибами»               | 5 жовтня 1991           | грудень 2020       |
| 70 (5)  | «Slaves to Fashion»          | «Рабство моди»                 | 12 жовтня 1991          | грудень 2020       |
| 71 (6)  | «Something Fishy»            | «Риба гниє з голови»           | 19 жовтня 1991          | грудень 2020       |
| 72 (7)  | «Tiff of the Titans»         | «Битва титанів»                | 26 жовтня 1991          | грудень 2020       |
| 73 (8)  | «Calm a Chameleon»           | «Барви хамелеона»              | 2 листопада 1991        | грудень 2020       |
| 74 (9)  | «Battle of the Brainteasers» | «Мозковий штурм»               | 9 листопада 1991        | грудень 2020       |
| 75 (10) | «Bad Tidings»                | «На різних хвилях»             | 16 листопада 1991       | грудень 2020       |
| 76 (11) | «Going Nowhere Fast»         | «Поспішиш, людей насмішиш»     | 23 листопада 1991       | грудень 2020       |
| 77 (12) | «A Brush With Oblivion»      | «Надто живий живопис»          | 30 листопада 1991       | грудень 2020       |
| 78 (13) | «The Merchant of Menace»     | «Торговець лихом»              | 7 грудня 1991           | грудень 2020       |

### Сезон 3 (1992)
| Номер   | Оригінальна назва                                     | Переклад від студії «Le Doyen» | Оригінальна дата показу | Прем'єра в Україні |
| 79 (1)  | «Monsters R Us»                                       | «Сімейка монстрів»             | 12 вересня 1992         | березень 2021      |
| 80 (2)  | «Inherit the Wimp»                                    | «Спадкові невдахи»             | 19 вересня 1992         | березень 2021      |
| 81 (3)  | «The Revenge of the Return of the Brainteasers, Too!» | «Помста Москосмоків»           | 26 вересня 1992         | березень 2021      |
| 82 (4)  | «Star Crossed Circuits»                               | «В усьому винні зірки»         | 3 жовтня 1992           | березень 2021      |
| 83 (5)  | «Steerminator»                                        | «Бугай-термінатор»             | 10 жовтня 1992          | березень 2021      |
| 84 (6)  | «The Frequency Fiends»                                | «Енерго-демони»                | 17 жовтня 1992          | березень 2021      |
| 85 (7)  | «Paint Misbehavin'»                                   | «Мальоване лихо»               | 24 жовтня 1992          | березень 2021      |
| 86 (8)  | «Hot Spells»                                          | «TBA»                          | 31 жовтня 1992          | TBA                |
| 87 (9)  | «Fraudcast News»                                      | «Кримінальна хроніка»          | 7 листопада 1992        | квітень 2021       |
| 88 (10) | «Clash Reunion»                                       | «Зустріч випускників»          | 14 листопада 1992       | квітень 2021       |
| 89 (11) | «Mutantcy on the Bouncy»                              | «Помста мутантів»              | 21 листопада 1992       | квітень 2021       |
| 90 (12) | «Malice's Restaurant»                                 | «Ресторан „Фуріяшето“»         | 5 грудня 1992           | квітень 2021       |
| 91 (13) | «Extinct Possibility»                                 | «Загадкова копалина»           | 12 грудня 1992          | квітень 2021       |

## Український дубляж
- Андрій Твердак — Темний плащ
- Юлія Шаповал — Гусинка
- Дмитро Гаврилов — Форсаж
- Ганна Соболєва — Гонкер
- Дмитро Бузинський — Сталедзьоб
- Михайло Войчук — Антиплащ
- Олесь Гімбаржевський — Кущінь
- Дмитро Рассказов-Тварковський — Мегавольт
- Юрій Кудрявець — Крякоджокер
- Дмитро Сова — Рідинатор
- Михайло Кришталь — Іклоніні
- Ольга Радчук — Хлорохвоя
- Дмитро Вікулов — Шелех
- В'ячеслав Дудко — Гризліков
- Андрій Альохін — Коротун
- Людмила Ардельян — Моргана
- Максим Кондратюк — Герберт
- Володимир Кокотунов — Джамбалая Джейк

Мультсеріал дубльовано студією «Le Doyen» на замовлення компанії «Disney Character Voices International» у 2020 році.
- Диктори — Дмитро Обрізан і Михайло Войчук